# Coelotrypes luteifasciata
Coelotrypes luteifasciata es una especie de insecto del género Coelotrypes de la familia Tephritidae del orden Diptera.

## Historia
Senior-White la describió científicamente por primera vez en el año 1922.